# Cyclopropanol
Cyclopropanol ist eine organische chemische Verbindung aus der Gruppe der Cycloalkanole. Sie enthält eine Cyclopropylgruppe mit einer Hydroxygruppe. Die Verbindung ist aufgrund des dreigliedrigen Rings sehr instabil und geht rasch Ringöffnungsreaktionen ein. Cyclopropanol ist  anfällig für eine Umlagerung (Isomerisierung) zu Propanal:

## Gewinnung und Darstellung
Cyclopropanol kann durch Reaktion von Ethylmagnesiumbromid mit Epichlorhydrin gewonnen werden. Derivate der Verbindung können durch die Kulinkovich-Reaktion dargestellt werden. Auch eine Biosynthese aus Cyclopropan und weitere Synthesewege sind bekannt.